# Comuna de Wierzbno
Wierzbno (polaco: Gmina Wierzbno) é uma gminy (comuna) na Polónia, na voivodia de Mazóvia e no condado de Węgrowski. A sede do condado é a cidade de Wierzbno.
De acordo com os censos de 2004, a comuna tem 3189 habitantes, com uma densidade 30,9 hab/km².

## Área
Estende-se por uma área de 103,09 km², incluindo:
- área agrícola: 75%
- área florestal: 20%

## Demografia
Dados de 30 de Junho 2004:
|                      | Total   | Total | Mulheres | Mulheres | Homens  | Homens |
| -------------------- | ------- | ----- | -------- | -------- | ------- | ------ |
|                      | pessoas | %     | pessoas  | %        | pessoas | %      |
| População            | 3189    | 100   | 1546     | 48,5     | 1643    | 51,5   |
| Densidade (pop./km²) | 30,9    | 100   | 15       | 15       | 15,9    | 15,9   |

De acordo com dados de 2002, o rendimento médio per capita ascendia a 1281,69 zł.

## Subdivisões
- Adamów-Natolin, Brzeźnik, Cierpięta, Czerwonka, Czerwonka-Folwark, Filipy, Helenów, Janówek, Jaworek, Józefy, Karczewiec, Kazimierzów, Koszewnica, Krypy, Las Jaworski, Majdan, Nadzieja, Orzechów, Ossówno, Rąbież, Skarżyn, Soboń, Stary Dwór, Strupiechów, Sulki, Świdno, Wąsosze, Wierzbno, Wólka, Wyczółki, Wyględówek.

## Comunas vizinhas
- Dobre, Grębków, Kałuszyn, Korytnica, Liw